# 26. september
26. september je 269. dan leta (270. v prestopnih letih) v gregorijanskem koledarju. Ostaja še 96 dni.

## Dogodki
- 1371 – v bitki na Marici Osmansko cesarstvo premaga Srbijo
- 1815 – Avstrijsko cesarstvo, Rusija in Prusija ustanovijo sveto alianso
- 1887 – Emile Berliner prijavi patent za gramofon
- 1907 – Nova Zelandija postane neodvisna država
- 1918:
  - v Mariboru ustanovljen Narodni svet za Štajersko
  - prične se meuse-argonnška ofenziva.
- 1940 – Japonska zasede Tonking
- 1941 – na posvetovanju v Stulicah pri Krupnju Tito sklene, da se ustanovijo glavni štabi v pokrajinah, kjer jih še ni bilo, glavni štab NOV pa se preimenuje v Vrhovni štab
- 1944 – začetek bitke pri Arnhemu
- 1945 – Tanger proglašen za mednarodno cono
- 1953 – ZDA in Španija skleneta sporazum o gospodarski in vojaški pomoči
- 1960 – Fidel Castro ima v OZN s 4 urami in 29 minutami najdaljši govor v zgodovini te organizacije
- 1980 – v bombnem napadu ubitih 13 obiskovalcev münchenskega Oktoberfesta
- 1988 – po ugotovljenem dopingu Benu Johnsonu odvzamejo zlato olimpijsko kolajno s teka na 100 m
- 1996 – Shannon Wells Lucid, prva ženska, ki je živela na vesoljski postaji, se vrne na Zemljo
- 1991 – v arizonski puščavi prične delovati umetni ekosistem Biosfera 2
- 2008 – Švicarju Yvesu Rossyu s pomočjo doma narejenih kril in štirih raketnih motorjev, ki jih nosi na svojem hrbtu, uspe preleteti Rokavski preliv
- 2016 – Kolumbijska vlada in FARC (revolucionarne oborožene skupine Kolumbije) podpišejo mirovni sporazum in tako končajo 52 let trajajočo gverilsko vojno

## Rojstva
- 1329 – Ana Bavarska, češka kraljica († 1353)
- 1580 – Francisco Gómez de Quevedo y Villegas, španski pisatelj (tega dne je bil krščen) († 1645)
- 1723 – Friedrich von Grimm, nemški literarni kritik († 1807)
- 1790 – Nassau William Senior, angleški ekonomist († 1864)
- 1791 – Théodore Géricault, francoski slikar († 1824)
- 1869 – Soghomon Gevorki Soghomonjan - Komitas Vardapet, armenski duhovnik, skladatelj, muzikolog († 1935)
- 1870 – Kristjan X., danski kralj († 1947)
- 1888 – Thomas Stearns Eliot, angleško-ameriški dramatik, pesnik, esejist, kritik, nobelovec 1948 († 1965)
- 1889 – Martin Heidegger, nemški filozof († 1976)
- 1891 – Hans Reichenbach, nemški filozof († 1953)
- 1895 – France Kralj, slovenski slikar († 1960)
- 1897 – Pavel VI., papež italijanskega rodu († 1978)
- 1898 – George Gershwin, ameriški skladatelj judovskega rodu († 1937)
- 1907 – Anthony Frederick Blunt, angleški umetnostni zgodovinar, vohun († 1983)
- 1917 – Tran Duc Thao, vietnamski postkolonialni marksistični filozof († 1993)
- 1919 – Matilde Camus, španska pesnica († 2012)
- 1948 – Olivia Newton-John, angleško-avstralska pevka († 2022)
- 1956 – Linda Hamilton, ameriška filmska igralka
- 1976 – Michael Ballack, nemški nogometaš

## Smrti
- 1241 – Fudživara Teika, japonski literat (* 1162)
- 1290 – Margareta Norveška, škotska kraljica (* 1283)
- 1307 – Vilijem II., grof Hainauta, Holandije in Zeelandije (* 1307)
- 1314 – Štefan III. Wittelsbaški, vojvoda Bavarske-Ingolstadta (* 1337)
- 1327 – Cecco d'Ascoli, italijanski enciklopedist, zdravnik, pesnik (* 1257)
- 1343 – Gaston II., grof Foixa (* 1308)
- 1371
  - Vukašin Mrnjavčević, srbski sokralj (* 1336)
  - Uglješa Mrnjavčević, srbski vojvoda in despot (* ni znano)
- 1417 – Francesco Zabarella, italijanski kardinal in kanonik (* 1360)
- 1431 – Kičizan, japonski slikar (* 1352)
- 1501 – Džore Držić, hrvaški duhovnik, pravnik, pesnik (* 1461)
- 1802 – baron Jurij Vega, slovenski matematik, fizik, častnik (* 1754)
- 1826 – Alexander Gordon Laing, škotski raziskovalec Afrike (* 1793)
- 1860 – Miloš Obrenović, srbski knez (* 1780)
- 1868 – August Ferdinand Möbius, nemški matematik, astronom (* 1790)
- 1902 – Levi Strauss, nemško-ameriški industrialec, izumitelj jeansa (* 1826)
- 1904 – Patrick Lafcadio Hearn, irsko-grški pisatelj (* 1850)
- 1932 – Pierre Degeyter, belgijski skladatelj (* 1848)
- 1935 – Ivan Perša, slovenski rimskokatoliški župnik in pisatelj na Madžarskem (* 1861)
- 1943 – Hisaši Kimura, japonski astronom, geodet (* 1870)
- 1945 – Béla Bartók, madžarski skladatelj, pianist, dirigent (* 1881)
- 1945 – Kijoši Miki, japonski sodobni filozof (* 1897)
- 1952 – George Santayana, ameriški filozof (* 1863)
- 1973 – Anna Magnani, italijanska filmska igralka (* 1908)
- 1976 – Lavoslav Ružička, hrvaško-švicarski kemik, nobelovec 1939 (* 1887)
- 1990 – Alberto Moravia, italijanski novinar, pisatelj (* 1907)
- 1991 – Miles Davis, ameriški jazzovski glasbenik (* 1926)
- 2003 – Robert Allen Palmer, angleški pevec (* 1949)
- 2008 – Paul Newman, ameriški igralec (* 1922)
- 2019 – Jacques Chirac, francoski politik (* 1932)

## Prazniki in obredi
- evropski dan jezikov
- svetovni dan srca
- dan slovenskih lekarn